# Красные Горы (Татарстан)
Красные Горы — деревня в Кукморском районе Татарстана. Входит в состав Нижнеискубашского сельского поселения.

## География
Находится в северо-западной части Татарстана на расстоянии приблизительно 23 км на юго-восток по прямой от районного центра города Кукмор.

## История
Известна с 1680 года как деревня Верхние Билятли, с 1954 года нынешнее название.

## Население
Постоянных жителей было: в 1782 году — 27 душ мужского пола, в 1859—163, в 1897—299, в 1908—350, в 1920—398, в 1926—387, в 1958—257, в 1970—271, в 1979—238, в 1989—173, 131 в 2002 году (татары 99 %), 104 в 2010.